# 国広正人
国広 正人（くにひろ まさと、1979年 - ）は、日本のホラー作家。滋賀県在住。2011年10月に角川ホラー文庫から刊行した著書『穴らしきものに入る』が第18回日本ホラー小説大賞の短編賞を受賞。